# تويوتا أليون
تويوتا أليون (بالإنجليزية:  Toyota Allion)‏ هي سيارة سيدان مدمجة من تصنيع شركة تويوتا تعدّ من السيارات التي يحبها جيل الشباب.